# Apacheiulus pinalensis
Apacheiulus pinalensis är en mångfotingart som beskrevs av Loomis 1968. Apacheiulus pinalensis ingår i släktet Apacheiulus och familjen Parajulidae. Inga underarter finns listade i Catalogue of Life.